# Scienza dei materiali

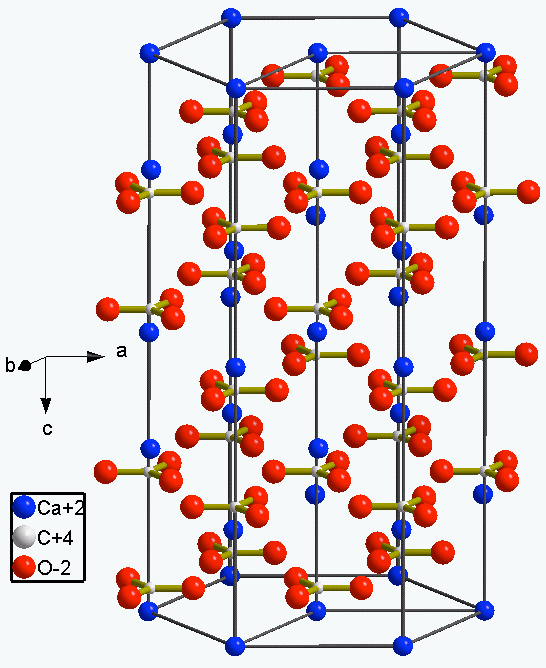
Un cristallo di calcite

La scienza dei materiali è una disciplina basata sulla chimica, sulla fisica e in parte sull'ingegneria, che tratta la progettazione, la produzione e l'uso di tutte le classi esistenti di materiali (tra cui i metalli, le ceramiche, i semiconduttori, i polimeri e i biomateriali) e l'interazione dei materiali con l'ambiente, la salute, l'economia e l'industria. Viene anche posta attenzione sull'utilizzo di metodiche analitiche, distruttive o non distruttive, di natura meccanica, chimica o fisica necessarie per lo studio delle proprietà dei materiali e per la determinazione della conformità relativa agli standard d'uso specifici.

## Descrizione

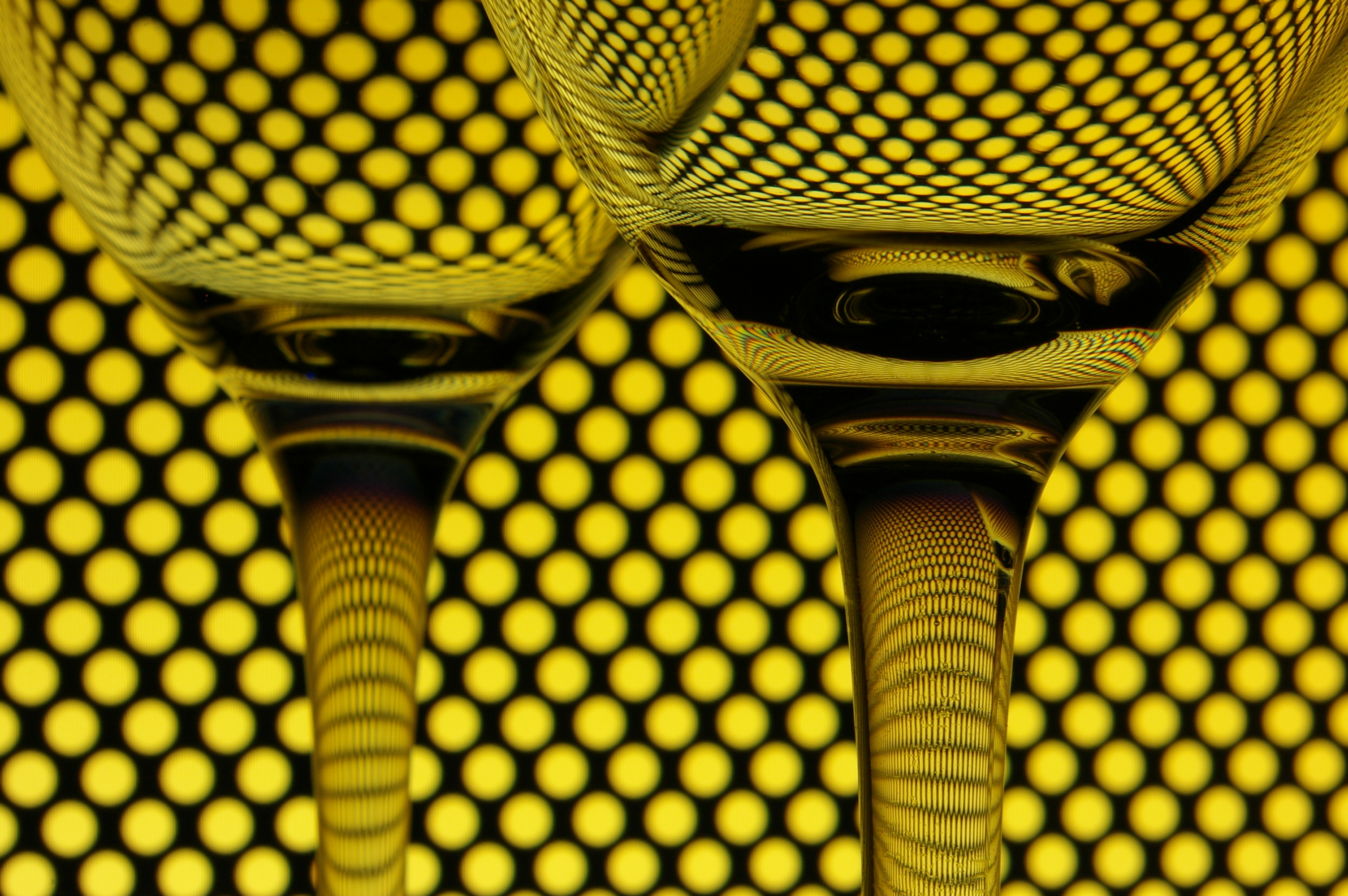
Vetro

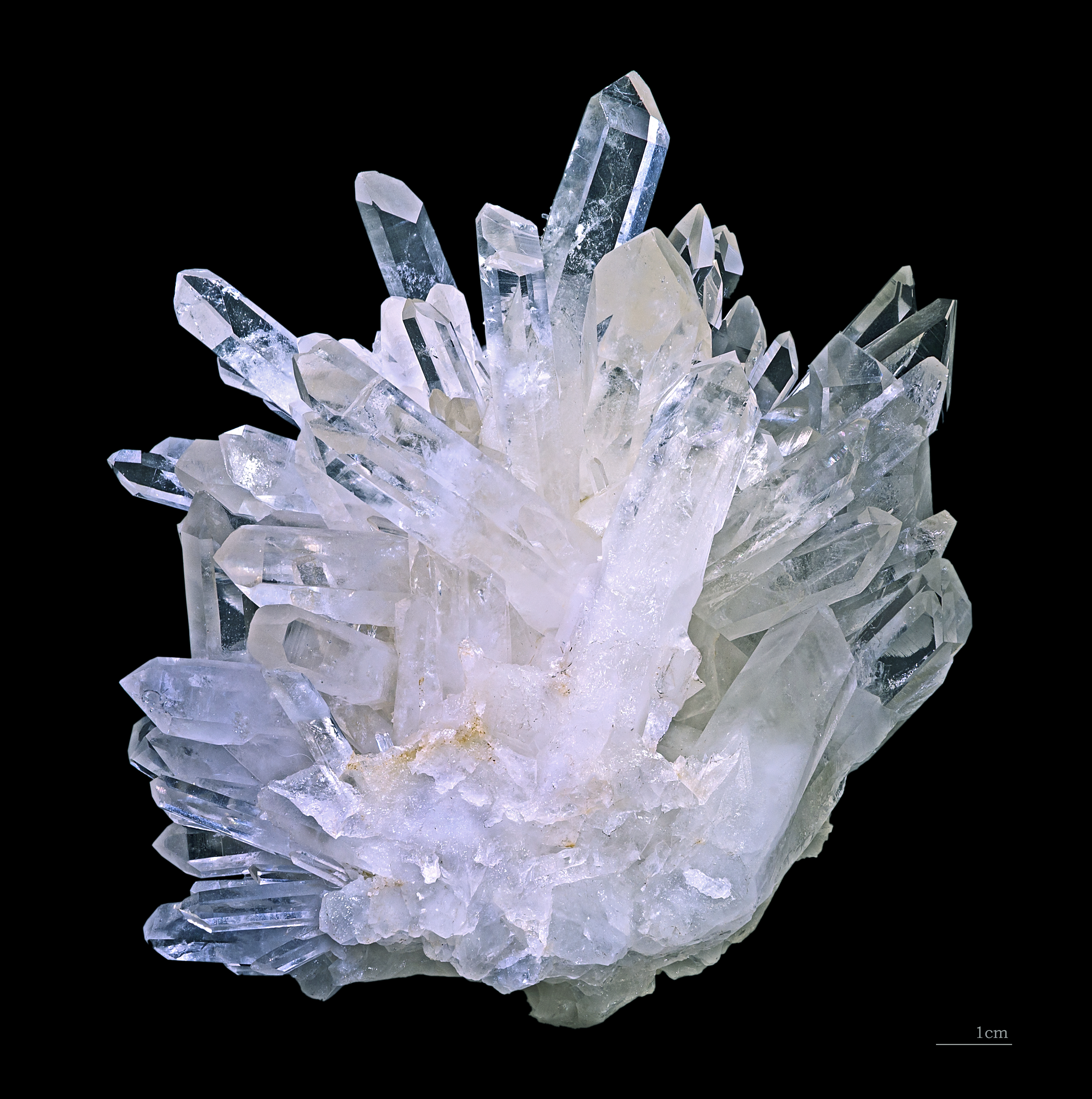
Quarzo

La scienza dei materiali è focalizzata sullo studio della struttura microscopica dei materiali e le relazioni esistenti tra sintesi, lavorazione e proprietà finali dei materiali. Si possono definire in questi campi una fisica e una chimica esclusive dei materiali. 
Tutte le proprietà importanti per uno scienziato dei materiali sono quelle riguardanti le componenti che dipendono dalla struttura dei materiali che possono essere modificate significativamente tramite un cambiamento della composizione chimica del materiale, un cambiamento della disposizione atomica o molecolare tramite l'uso delle nanotecnologie per ottenere configurazioni cristalline (ad esempio quarzo) oppure configurazioni amorfe (ad esempio vetro). Altre modificazioni strutturali in grado di modificare le proprietà dei materiali sono le dimensioni, la forma, l'orientazione di un materiale cristallino e il cambiamento di altre proprietà macroscopiche di un materiale solido.
Per capire quali proprietà di un materiale possono essere migliorate è necessario dapprima comprendere la relazione che esiste tra struttura del materiale e caratteristiche chimico-fisiche dello stesso, inoltre bisogna sapere come si può controllarne la struttura tramite trattamenti chimici, termici (come l'heatwork), meccanici o altre operazioni.
Alla base della scienza dei materiali c'è l'empirismo e la sperimentazione come base per la scoperta di nuovi materiali. Da quest'ultimo punto di vista si può inserire la scienza dei materiali in quella classe di scienze sperimentali alla quale appartengono la fisica e la chimica. Alcune classi di materiali scoperte tramite l'ausilio della scienza dei materiali sono: i superfluidi, i semiconduttori, i superconduttori e alcune leghe refrattarie.